# NGC 4482
NGC 4482 هي مجرة إهليلجية قزمة تبعد حوالي 60 مليون سنة ضوئية تقع في كوكبة العذراء. تم اكتشافها من قبل عالم الفلك ويليام هيرشيل في 15 مارس 1784. تم اكتشافها ايضاً من قبل عالم الفلك أرنولد شسوسمان في 6 سبتمبر 1900 وتم إدراجها باسم IC 3427. وهي عضو في مجموعة عنقود العذراء المجري.

## وصلات خارجية
- NGC 4482 على موقع ويكي سكاي: DSS2, SDSS, GALEX, IRAS, Hydrogen α, X-Ray, Astrophoto, Sky Map, Articles and images